# Свидлов, Юрий Иванович
Юрий Иванович Свидлов (укр. Юрій Іванович Свідлов род. 31 октября 1961 года) — советский и украинский военный деятель, генерал-майор. Начальник Государственного лицея-интерната с усиленной военно-физической подготовкой «Кадетский корпус имени. Г. Харитоненко» (с 2007 года), начальник Института ракетных войск и артиллерии имени Б. Хмельницкого Сумского государственного университета (2005-2007). Участник боевых действий в Афганистане. Кавалер Ордена Богдана Хмельницкого III степени, Ордена «За заслуги» III степени и Ордена Красной Звезды.

## Биография
Родился 31 октября 1961 года. Выпускник Сумского высшего артиллерийского командного училища. Участник Афганской войны, за участие в которой удостоен Ордена Красной Звезды. В 1992 году окончил командный факультет Военной артиллерийской академии им. М. Калинина в Санкт-Петербурге. В 2011 году закончил Сумской областной институт последипломного педагогического образования и получил квалификацию «руководитель учебного заведения».
11 октября 2005 года Юрий Свидлов был назначен на должность начальника Института ракетных войск и артиллерии имени Б. Хмельницкого Сумского государственного института. 5 апреля 2007 года он был отстранён от исполнения обязанностей из-за привлечения к уголовной ответственности за должностные преступления (ч.1 ст. 426 УК Украины «Бездействие военной власти», ч.1 ст. 424 УК Украины «Превышение военным должностным лицом власти или должностных полномочий»). Приказом командующего Сухопутными войсками ВС Украины № 281 от 23 мая 2007 года полковнику Свидлову был вынесен строгий выговор. 27 сентября 2007 года приказом № 580 командующего сухопутных войск ВС Украины на основании постановления о прекращении производства военного апелляционного суда Центрального региона от 6 сентября 2007 года, приказ командующего Сухопутных войск ВС Украины от 5 апреля 2007 года № 189 «Об отстранении от исполнения служебных обязанностей полковника Свидлова Ю. И.» было отменено.
25 декабря 2007 года решением Сумского областного совета Свидлов был назначен начальником вновь созданного коммунального учреждения Государственного лицея-интерната с усиленной военно-физической подготовкой «Кадетский корпус имени. Г. Харитоненко». 8 сентября 2011 года на базе лицея был создан кадетский корпус.
С 2006 по 2010 год входил в состав Сумского городского совета V созыва, как представитель НСНУ. На выборах в Сумской областной совет 2010 года входил в первую пятерку партии «Справедливость».
24 августа 2013 года полковнику Свидлову было присвоено звание «генерал-майор».

## Награды
- Орден «За заслуги» III степени (5 октября 2012) — за значительный личный вклад в развитие национального образования, подготовку квалифицированных специалистов, многолетнюю плодотворную педагогическую деятельность, высокий профессионализм[6]
- Орден Богдана Хмельницкого III степени (8 февраля 2010) — за весомый личный вклад в развитие ветеранского движения, мужество и самоотверженность, проявленные во время выполнения военного долга, патриотическое воспитание молодежи и по случаю Дня чествования участников боевых действий на территории других государств[7]
- Медаль «Защитнику Отечества»
- Медаль Жукова
- Памятная медаль «25 лет вывода войск из Афганистана»
- Памятный знак «За воинскую доблесть»[укр.]
- Нагрудный знак «За воинскую доблесть»
- Нагрудный знак «Знак почёта»
- Знак отличия «Ветеран военной службы»
- Медаль «15 лет Вооружённым силам Украины»
- Орден Красной Звезды
- Юбилейная медаль «70 лет Вооружённых Сил СССР»
- Медаль «За безупречную службу»
- Нагрудный знак «Воину-интернационалисту»
- Медаль «Воину-интернационалисту от благодарного афганского народа»

## Избранная библиография
- Свідлов Ю.І., Ляпа М.М., Мазуренко В.О та ін. Організація і проведення вогневої підготовки / Військовий ін-т ракетних військ і артилерії Сумського держ. ун-ту. — Суми: СумДУ, 2007. — 319 с. — ISBN 978-966-657-133-8.
- Свідлов Ю.І. та ін. Блокнот командира артилерійської батареї / Військовий ін-т ракетних військ і артилерії Сумського держ. ун-ту. — 2007. — 85 с. — ISBN 978-966-657-119-2.
- Свідлов Ю.І. та ін. Засоби радіозв'язку командирських машин управління / Військовий ін-т ракетних військ і артилерії Сумського держ. ун-ту. — Суми: СумДУ, 2006. — 60 с. — ISBN 966-657-051-3.
- Свідлов Ю.І., Кормілець С.В., Томенко О.А. Фізична культура в кадетському корпусі та військових ліцеях. — Сімферополь: Кримополіграфпапір, 2013. — 206 с. — ISBN 978-966-97039-2-7.
- Свідлов Ю.І. Кадетська освіта і виховання — ефективна система підготовки молоді до державної служби з дитинства на кращих військово-патріотичних традиціях / Департамент військ. освіти та науки М-ва оборони України. — Суми, 2013. — 108 с.

## Ссылка
- Сумський ліцей. Історія. Сайт Сумського кадетського корпусу. Дата обращения: 13 августа 2014.
- Бібліографія Юрія Свідлова. Національна бібліотека України імені  В. І. Вернадського. Дата обращения: 13 августа 2014.